# Ianca
Ianca es una ciudad con estatus de oraș ubicada en el distrito de Brăila, Muntenia, Rumanía. En el término municipal entran los poblados de: Perişoru, Plopu, Berleşti, Oprişeşti y Târlele Filiu. Ianca fue mencionada por primera vez en 1834 y fue declarada ciudad en 1989.

## Geografía
Está situada en la llanura rumana entre la cuenca de Călmăţui y el valle de Ianca. Ianca está ubicada en la parte central-occidental del distrito de Brăila y está atravesada por la carretera DN 2B que une Bucarest con la ciudad de Brăila, la cabecera del distrito. Su término municipal no está cruzado por ríos, sin embargo tiene dos lagos: Plopu y Ianca.

### Clima
El clima de Ianca es de tipo templado-continental. El valor promedio anual de las temperaturas es de 11,1 °C. El valor de temperatura más elevada es de +40,5 °C y el mínimo de -26,5 °C. Las precipitaciones son escasas, 400mm anuales.

## Economía
La agricultura es el principal sector de la economía de Ianca. Se cultivan en mayor medida el maíz, trigo, girasol, remolacha, soja y varias hortalizas. Otros sectores son el comercio y los servicios.
En la ciudad también se encuentra una base militar de la aviación.

## Población
Según el censo de 2002, la ciudad de Ianca contaba con 11.383 habitantes, de los cuales el 99% son rumanos seguidores de la Iglesia Ortodoxa Rumana.

## Ciudades hermanas
- La Chapelle sur Erdre, Francia desde 2005